# شادية (فلم)
شادية هو فيلم تلفزي مغربي من إخراج إدريس شويكة سنة 2001، و بطولة كل من رشيد الوالي، سناء مبتسم، عبد اللطيف هلال، عائشة ساجد، محمد مجد.
يؤدي الممثلون أدوارهم في هذا الفيلم باللغة العربية الفصحى.

## القصة
يتناول الفيلم قصة رومانسية تحكي عن فنان تشكيلي يعيش ظروفا مادية صعبة تقف عقبة أمام تحقيق أحلامه وطموحاته، يلتقي سيدة ثرية تستغل حاجته إلى المال فيقبل عرضها الزواج منه، إلا أنّ سعادته لم تكتمل رغم ما وفّرته له من وسائل مادية، وتظل صورة امرأة جميلة تطارده في منامه ويقظته وهي صورة متخيلة رسمها في إحدى لوحاته وكادت أن تتحول إلى حقيقة.